# Silver Meikar
Silver Meikar (né le 12 février 1978 à Tartu) est un militant des droits de l'homme, journaliste indépendant et fondateur de l'Institut des Droits Digitals estonien. Il a été député au Riigikogu en 2003-2004 et en 2006-2011 pour le Parti de la réforme d'Estonie qu'il a quitté depuis (2012).
Il est diplômé de l'université de Tartu en économie.
En 2012, le Président de la République estonienne l'a fait officier de quatrième classe, de l'ordre de l'Etoile Blanche pour son engagement pour la défense des droits de l'Homme, des libertés civiles, de la démocratie et du respect de l'État de droit.

## Distinctions
- Ordre de l'Étoile blanche d'Estonie de 4e classe